# Cuerna stitti
Cuerna stitti är en insektsart som beskrevs av Nielson 1965. Cuerna stitti ingår i släktet Cuerna och familjen dvärgstritar. Inga underarter finns listade i Catalogue of Life.